# Tartessiberus cilbanus
Tartessiberus cilbanus es la única especie del género Tartessiberus de molusco gasterópodo pulmonado de la familia de los helícidos. Es una especie endémica de la península ibérica.

## Descripción
Son similares a los miembros del género Iberus, pero se diferencia de por su apariencia más clara y más globosa, además de una coloración más pálida. La capa delgada y subglobosa y la rádula son similares a las de Allognathus grateloupi, aunque esta última es más globosa, más pequeña y con bandas punteadas (generalmente) más fuertes.

## Hábitat y distribución
Solo se conoce en sierra de Grazalema (provincia de Cádiz, Andalucía, España). Habita en zonas de piedra caliza fuertemente karstificadas a gran altura (entre 903 y 1058 m). En periodos secos se refugia en grietas profundas.

## Sistemática
La especie fue descrita en febrero de 2021 en base a 4 ejemplares recolectados en la sierra de Grazalema, en el extremo meridional de España continental.
Posición taxonómica
El género Tartessiberus es un miembro de la tribu Allognathini, dada su anatomía genital. Sin embargo, es poco claro si es más próxima a Iberus del sureste de la penı́nsula ibérica o a Allognathus, de las islas Baleares. Su rádula y concha es similar a Allognathus, sin embargo esto podría ser consecuencia de evolución convergente.
Etimología
El nombre del género es en referencia a Iberus, un género de moluscos estrechamente relacionado y, de Tartessos, una antigua civilización del suroeste de la península ibérica. Por otra parte, el nombre específico es en referencia al río Guadalete, concoido en la época romana como Cilbus, al ser en sus inmediaciones donde se descubrió la especie.